# International Software Testing Qualifications Board
Das International Software Testing Qualifications Board (ISTQB) ist eine gemeinnützige Zertifizierungsstelle für Softwaretester, die sich aus ehrenamtlich agierenden Expertengremien zusammensetzt. Sie hat das Ziel, eine standardisierte Ausbildung für professionelle Softwaretester zu erarbeiten.

## Historie
Das Information Systems Examination Board (ISEB) entwarf 1998 die erste Version einer Standardisierung für Softwaretester, den „Certified Tester Syllabus“. Das ISTQB wurde im November 2002 von den Nationen Österreich, Dänemark, Finnland, Deutschland, Schweden, Schweiz, Niederlande und dem Vereinigten Königreich (UK) gegründet.
Das gemeinsam entwickelte Tester-Schema ist mit einer geschätzten Wachstumsrate von ca. 15.000 Zertifizierungen pro Quartal und bereits über 641.000 Zertifizierungen in 120 Ländern (Stand: Dezember 2018) eines der erfolgreichsten Qualifikationsschemata weltweit.
2010 stimmte die British Computer Society (BCS) einer Partnerschaft zu und verpflichtete sich, das ISTQB-Certified-Tester-Schema als einen quasi anerkannten Industriestandard zu fördern.

## Zertifizierungen
Das ISTQB bietet den ISTQB Certified Tester als stufenweise Zertifizierung für Softwaretester an, die von den Member Boards und externen Prüfungsanbietern administriert werden.

## Nationale (deutschsprachige) Boards
Es gibt Member Boards in 59 Ländern (Stand: Dezember 2018).
Auf nationaler Ebene wird das ISTQB im deutschsprachigen Raum vertreten durch:
- German Testing Board, gegründet wie das ISTQB 2002[10]
- Austrian Testing Board
- Swiss Testing Board,  2002 als Teil des weltweiten ISTQB gegründet[11]

## Kritik
Mehrfach wurde die Frage gestellt, ob die ISTQB-Foundation-Level-Zertifizierung, die aus einem Multiple-Choice-Test mit Fragen nur zum Inhalt des Lehrplans eines drei Tage dauernden, rein theoretischen Kurses besteht, tatsächlich ein hinreichender Beleg für die Erfüllung der täglichen praktischen Anforderungen an einen Software-Tester sein kann.